# 33517 Paulfoltin
33517 Paulfoltin este o planetă minoră (asteroid), cu un diametru de 7,135 km, din centura de asteroizi. A fost descoperită pe 6 aprilie 1999 la Experimental Test Site⁠(d) de Lincoln Near-Earth Asteroid Research. 
Obiectul prezintă o orbită caracterizată de o semiaxă mare de 2,8044392 UAi, o excentricitate de 0,2, o înclinație de 6,86378 ° în raport cu ecliptica.